# 新潟県立津南高等学校
新潟県立津南高等学校（にいがたけんりつつなんこうとうがっこう）とは、新潟県中魚沼郡津南町に存在した県立高等学校。新潟県立津南中等教育学校の設立により2006年度より募集停止。2008年3月に閉校した。

## 沿革
- 1948年6月1日 新潟県立十日町高等学校下船渡分校（定時制）として開設。
- 1951年4月19日 新潟県組合立津南高等学校として独立開校。
- 1954年4月1日 県立移管により新潟県立津南高等学校となる。
- 1955年4月1日 全日制開設。
- 1958年3月31日 定時制廃止。
- 1961年2月11日 商業科設置。
- 2005年3月31日 商業科閉科。
- 2006年4月1日 新潟県立津南中等教育学校の開校に伴い、当年度より募集停止。

## 校歌・校章
- 津南高等学校校歌 作詞: 中野二三郎 作曲: 波多野修吾
- 校章の7つの星は組合立で当校を設立した当時の7か村をあらわしている。